# Геліос
Ге́ліос (дав.-гр. Ἥλιος або дав.-гр. Ἠέλιος, «сонце»), а також Фаето́н (англ. Phaethon, «сяйливий») — у давньогрецькій міфології — бог сонця, син титана Гіперіона й Теї, брат Селени та Еос, батько Фаетона й Геліадів. Геліос — усевидюще божество — згадується нарівні з володарями світового простору (Землею, Небом, Водою).
У класичну епоху Геліос — бог сонячного світла, зцілитель сліпих, який, проте, може й наслати сліпоту. За часів Евріпіда Геліоса почали ототожнювати з Аполлоном, через що з'явилося друге ймення бога сонця — Феб.

## Міфи про Геліоса
Геліос щоранку виїздить зі східної частини Океану на колісниці, запряженій четвериком білих прудконогих коней, а ввечері спускається в західній частині; вночі об'їжджає землю човном, який викував Гефест, щоб повернутися на схід. Зображували його вродливим, схожим на Аполлона чоловіком у золотому променистому ореолі.
Богу сонця належить острів Родос, який він отримав зі згоди Зевса. Коли Зевс ділив міста й острови між іншими богами, він забув про Геліоса. Зевс став картати себе за неуважність, але Геліос погодився взяти новий і поки нічийний острів, який виник в морі того дня. Зевс відтоді постановив, щоб усі нові острови віддавалися богу сонця. На Родосі німфа Рода народила від нього перших Геліадів: сімох синів і одну дочку. Брати-Геліади стали великими астрономами і поділили день на години. Один з них, Актій (також його називають Актином), вбив брата і був за це прогнаний в Єгипет, де навчив людей астрології та заснував місто Геліополь.
За іншим міфом, Родос піднявся з вод після затоплення, а до того там жила німфа Галія. Посейдон закохався в неї і та народила від нього Роду та шістьох синів. Однак сини образили Афродіту і вчинили наругу над власною матір'ю, за що Посейдон вигнав їх під землю і вони стали демонами. Галія ж викинулася в море та стала шануватися як богиня Левкофія.
Ще інший міф говорить, що жителі Родоса тельхіни передбачили його затоплення і втекли на інші острови. Родос лишився без володаря, тому Рода отримала його в спадок і правила ним, коли води зійшли.
Після гігантомахії одна з кинутих гігантами гір впала в море і стала островом Сицилія. Зевс віддав її у володіння Геліосу, як і Родос. Геліос володіє кількома стадами худоби по 350 голів, які тримає на Сицилії й Ерітеї.
Одного разу син Геліоса Фаетон вирішив похизуватися, що він може керувати сонячною колісницею, як і батько. Геліос дозволив йому сісти в колісницю, але не сходити зі встановленого шляху. Фаетон не впорався і спочатку так підняв колісницю, що земля стала мерзнути, а потім так опустив, що загорілися поля. Зевс зупинив лихо, вразивши Фаетона блискавкою. Той впав у річку По, сестри Фаетона оплакували загибель брата й стали тополями. З їхніх сліз утворився сонячний камінь бурштин.

## Культ Геліоса
Культ Геліоса був поширений у Коринфі, Аргосі, Еліді, де були його храми. Центром його культу вважався Родос; тут щороку в жертву богові кидали в море четверо коней в упряжі. Крім того, йому офірували білих ягнят або кабанів; з тварин йому були присвячені кінь, вовк, орел і півень.
Римляни з Геліосом ототожнювали Соля — бога сонця, храм якого стояв на Квіриналії. За часів імперії в Римі був поширений культ Нездоланного сонця, близький до культу Мітри. На Родосі в 3 ст. до н. е. споруджено величезну статую Геліоса (Колос Родоський, що вважався одним із семи чудес світу).